# Municipio de Springville (Pensilvania)
El municipio de Springville (en inglés: Springville Township) es un municipio ubicado en el condado de Susquehanna en el estado estadounidense de Pensilvania. En el año 2000 tenía una población de 1.555 habitantes y una densidad poblacional de 19 personas por km².

## Geografía
El municipio de Springville se encuentra ubicado en las coordenadas 41°40′00″N 75°54′59″O / 41.66667, -75.91639.

## Demografía
Según la Oficina del Censo en 2000 los ingresos medios por hogar en la localidad eran de $37,898 y los ingresos medios por familia eran $40,375. Los hombres tenían unos ingresos medios de $27,250 frente a los $20,455 para las mujeres. La renta per cápita para la localidad era de $15,857. Alrededor del 10,0% de la población estaban por debajo del umbral de pobreza.